# محمود شلتوت
محمود شلتوت (زاده ۲۳ آوریل ۱۸۹۳ – درگذشته ۱۳ دسامبر ۱۹۶۳)، با عنوان مشهور «شیخ شلتوت» روحانی اهل سنت، محقق، مفسر، فقیه اصولی، ادیب لغوی مصری، و از رؤسای دانشگاه الازهر و از مؤسسان دارالتقریب بین المذاهب الاسلامیه بود. وی از مدافعان و از فعالان وحدت بین شیعه و سنی بوده است.
وی با سید حسین بروجردی روابط دوستانه داشت. در سال ۱۳۳۸، بروجردی، میرزا خلیل کمره‌ای را به‌ همراه سید محمود طالقانی و گروهی از روحانیون، به نمایندگی خود به قاهره فرستاد تا از محمود شلتوت مفتی اعظم و رئیس وقت دانشگاه الازهر مصر بخاطر فتوای تاریخی‌اش تشکر نمایند.

## فتوای محمود شلتوت
از محمود شلتوت سؤال شد که
بعضی از مردم چنین می‌اندیشند برای آنکه مسلمان عبادات و معاملاتش صحیح باشد حتماً باید به یکی از مذاهب چهارگانه معروف عمل کند و در بین آنها مذهب شیعه امامیه و مذهب زیدیه نیست. آیا شما با این رأی به طور کلی موافقت دارید، و تقلید از مذهب شیعه امامیه را جائز نمی‌شمارید؟
او در جواب چنین گفت:
 ۱. دین اسلام بر احدی از پیروانش متابعت از مذهب خاصی را لازم نمی‌شمرد، بلکه ما می‌گوییم: برای هر فرد مؤمن چنین حقی است که بتواند در ابتدای امر از هر یک از مذاهبی که صحیحاً نقل شده و در کتابهای مخصوص احکام آن مذهب نوشته شده است پیروی کند و همچنین کسی که از یک مذهب از این مذاهب پیروی می‌کرده می‌تواند عدول به مذهب دیگر بنماید، هر مذهبی باشد، و در این عمل باکی بر او نیست.
۲. مذهب جعفری معروف به مذهب امامی‌اثناعشری، مذهبی است که شرعاً پیروی از آن مانند پیروی از مذاهب اهل‌سنت جایز است؛ و سزاوار است مسلمانان این مطلب را بدانند و از عصبیت و طرفداری‌های بیجا و بدون حق و حمایت از مذهب معینی خودداری کنند. دین خدا و شریعت او تابع مذهبی نیست یا منحصر در مذهبی نیست. هر کس به مقام اجتهاد فائز گردد عنوان مجتهد بر او بار، و در نزد خدای تعالی عملش مقبول خواهد بود.

و جایز است برای کسی که اهلیت نظر و اجتهاد را ندارد از ایشان تقلید کند و به آنچه در فقه‌شان مقرر داشته‌اند عمل بنماید، و در این مسئله بین عبادات و معاملات تفاوتی نیست.

## آثار
- تفسیر قرآن کریم
- نهج القرآن فی بناء المجتمع
- الاسلام عقیده و شریعه
- الفتاوی
- القتال فی الاسلام
- من توجیهات الاسلام
- مقارنة المذاهب فی الفقه
- فقه القرآن